# Wang Meng (shorttracker)
Wang Meng (Harbin, 10 april 1985) is een Chinees shorttrackster, ze is viervoudig olympisch kampioene en won ook vele andere prijzen.

## Carrière
Tijdens de Olympische Winterspelen van Turijn won Wang het eerste Chinese goud met haar overwinning op de 500 meter. Ook haalde ze die Spelen zilver op de 1000 meter en brons op de 1500 meter. Ze won tijdens het wereldkampioenschap van 2006 zilver (achter Jin Sun-yu) door een afstandsoverwinning op de 500 meter en tweede plaatsen op de 1000, 1500 en 3000 meter. Tijdens de wereldkampioenschappen van 2008, 2009 en 2013 won ze de overall wereldtitel.
Bij het shorttrack op de Olympische Winterspelen 2010 in Vancouver won Wang drie keer goud, op de 500 en 1000 meter en als onderdeel van de Chinese relayploeg. Ook presteert Wang erg sterk in de wereldbeker shorttrack, ze won acht keer het klassement over 500 meter en drie keer het klassement over 1000 meter.
1992: Cathy Turner ·
1994: Cathy Turner ·
1998: Annie Perreault ·
2002: Yang Yang (A) ·
2006: Wang Meng ·
2010: Wang Meng ·
2014: Li Jianrou ·
2018: Arianna Fontana ·
2022: Arianna Fontana
1994: Chun Lee-kyung ·
1998: Chun Lee-kyung ·
2002: Yang Yang (A) ·
2006: Jin Sun-yu ·
2010: Wang Meng ·
2014: Park Seung-hi ·
2018: Suzanne Schulting ·
2022: Suzanne Schulting
1992: Cutrone, Daigle, Lambert, Perreault ·
1994: Chun, Kim S.-h., Kim Y.-m., Won ·
1998: An, Chun, Kim, Won ·
2002: Choi E.-k., Choi M.-k., Joo, Park ·
2006: Byun, Choi, Jeon, Jin, Kang ·
2010: Sun, Wang, Zhang, Zhou ·
2014: Cho, Kim, Kong, Park, Shim ·
2018: Choi, Kim A.-l., Kim Y.-j., Lee, Shim ·
2022: Van Kerkhof, Poutsma, Schulting, Velzeboer
1976: Celeste Chlapaty · 
1977: Brenda Webster · 
1978: Sarah Docter · 
1979: Sylvie Daigle · 
1980: Miyoshi Kato · 
1981: Miyoshi Kato · 
1982: Maryse Perreault · 
1983: Sylvie Daigle · 
1984: Mariko Kinoshita · 
1985: Eiko Shishii · 
1986: Bonnie Blair · 
1987: Eiko Shishii · 
1988: Sylvie Daigle · 
1989: Sylvie Daigle · 
1990: Sylvie Daigle · 
1991: Nathalie Lambert · 
1992: Kim So-hee · 
1993: Nathalie Lambert · 
1994: Nathalie Lambert · 
1995: Chun Lee-kyung · 
1996: Chun Lee-kyung · 
1997: Chun Lee-kyung/Yang Yang (A) · 
1998: Yang Yang (A) · 
1999: Yang Yang (A) · 
2000: Yang Yang (A) · 
2001: Yang Yang (A) · 
2002: Yang Yang (A) · 
2003: Choi Eun-kyung · 
2004: Choi Eun-kyung · 
2005: Jin Sun-yu · 
2006: Jin Sun-yu · 
2007: Jin Sun-yu · 
2008: Wang Meng · 
2009: Wang Meng · 
2010: Park Seung-hi · 
2011: Cho Ha-ri · 
2012: Li Jianrou · 
2013: Wang Meng · 
2014: Shim Suk-hee · 
2015: Choi Min-jeong · 
2016: Choi Min-jeong · 
2017: Elise Christie ·
2018: Choi Min-jeong ·
2019: Suzanne Schulting ·
2021: Suzanne Schulting ·
2022: Choi Min-jeong